# Nono
José Antonio Delgado Villar (El Puerto de Santa María, 30 maart 1993) - voetbalnaam Nono - is een Spaans voetballer die bij voorkeur als centrale middenvelder speelt. Hij staat onder contract bij Real Betis, waar hij doorstroomde vanuit de eigen jeugdopleiding.

## Clubcarrière
Nono verruilde op vijftienjarige leeftijd Atlético Madrid voor Real Betis. Op 5 mei 2012 debuteerde hij in de Primera División tegen Sporting Gijón. In de daaropvolgende twee seizoenen kwam hij tot een totaal van 15 en 22 competitiewedstrijden. 

## Interlandcarrière
Nono won in 2012 met Spanje -19 het EK voor spelers onder 19 jaar in Estland. In de finale werd Frankrijk verslagen na strafschoppen. Spanje -19 beschikte naast Nono onder meer over Paco Alcácer, Óliver Torres, Gerard Deulofeu en Jesé Rodríguez. Daarna speelde Nono nog vijf interlands voor Spanje -20, waarin hij één doelpunt scoorde.